# 布伊刀

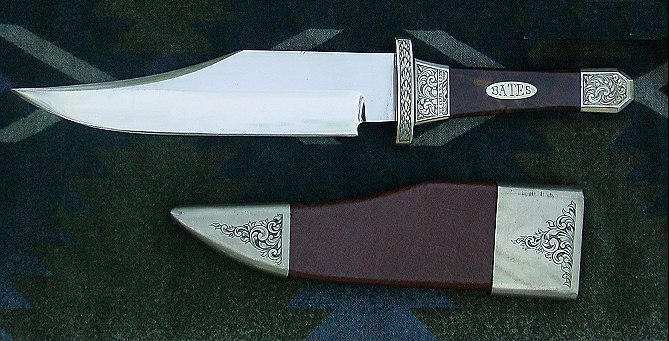
布伊刀

布伊刀（英語：Bowie knife），是一種特殊風格的美國匕首，在十九世紀時出現，由上校詹姆斯·布伊（James Bowie）設計，刀匠詹姆斯·布拉克（James Black）製造。後來有許多製造者，繼承它的風格，使得這個類型的刀具，都被稱為布伊刀。

## 歷史
1827年，上校詹姆斯·布伊（James Bowie）在一次決鬥中，首次使用這型刀具。

## 登場作品

### 電影
- 1982年—美國心理驚悚動作片《第一滴血》（First Blood）中，這把刀被約翰·藍波用在電影中一戰成名，從此該刀型便被泛稱為“藍波刀”，但是藍波刀的精確名稱應該是「具有背齒的鮑伊刀」。

### 電子遊戲
- 2010年—《死亡復甦2》：刀類型近戰武器，屬於可合成“組合武器”之一。
- 2012年—《絕對武力：全球攻势》：“Operation Wildfire”（野火行動）中推出的獵刀。
- 2015年—：聯機模式中能夠透過“戰鬥包”（Battle Pack）解鎖。

## 延伸阅读
- Cramer, Clayton E. Concealed Weapon Laws of the Early Republic: Dueling, Southern Violence, and Moral Reform （页面存档备份，存于）. Praeger Publishers, 1999.
- Kirchner, Paul. . Paladin Press. 2010. ISBN 978-1-58160-742-0.